# 陳師孟
陳師孟（1948年8月4日—），中華民國政治人物、經濟學家，籍貫浙江省寧波，生於美國馬里蘭州。祖父為前總統蔣中正文膽陳布雷、父母皆為寧波人，1歲後隨家人自美遷臺，曾任第五屆監察委員、總統府秘書長、中央銀行副總裁、臺北市副市長、民主進步黨秘書長、國立臺灣大學教授，也是賴景昌、林金龍、林忠正、陳文郎、官德星等臺灣經濟學者的指導教授。

## 家庭
祖父陳雷為蔣中正文膽，徐蚌會戰中華民國政府失利之后於1948年11月13日在南京自杀身亡。父親陳遲為農學專家。

## 經歷
國立臺南第一高級中學畢業後以大學聯考丁組（法商類科系）榜首考進國立台灣大學經濟學系，畢業後在中央研究院任助理一年後赴美國俄亥俄州立大學取得經濟學碩士和博士學位。陳師孟的姑姑陳璉，在中國大陸因文化大革命受迫害，於1967年11月19日跳樓自殺。1966年，陳師孟加入中國國民黨。1991年，因推動廢除中華民國刑法第一百條退出中國國民黨、並加入民主進步黨。次年二月至九月，任民主進步黨秘書長；並與張忠棟、戴鑑、廖中山、夏子勛、鍾佳濱等七十二多人基於「在台灣獨立建國的行列裡，外省人不該缺席」的理念，1992年加入外省人台灣獨立促進會。
陳師孟曾在陳水扁台北市市長任内擔任副市長、教育局局長。2000年總統選舉後，陳入中華民國中央银行任副總裁，2002年轉任總統府秘書長。2003到2004年，擔任陳水扁創立之凱達格蘭學校的首任校長。2004年5月13日，凱達格蘭學校召開校務會議，宣布陳師孟請辭校長，李鴻禧接任校長。2006年8月28日，於自由時報發表〈剖視「倒扁」連續劇〉一文抨擊百萬人民倒扁運動。
2008年3月，民主進步黨總統候選人兼代理主席謝長廷在總統選舉中落敗，宣佈將於同年5月辭職，陳師孟曾為接任主席的熱門人選之一。4月25日，出席民主進步黨第12屆黨主席選舉參選人辜寬敏的宣布參選記者會，表態支持辜寬敏，擔任辜寬敏競選辦公室執行長，並認為辜寬敏配蔡英文是最佳組合。5月18日，民主進步黨宣布第12屆黨主席選舉開票結果，蔡英文當選，台灣南社公開呼籲蔡英文「重用」陳師孟，但陳師孟拒絕。
2011年7月，因為王定宇未獲民主進步黨提名參選台南市第五選舉區立法委員，陳師孟私下將黨證連同退黨聲明書退回民主進步黨台北市黨部，退出民主進步黨。2017年3月，陳師孟獲時任總統蔡英文提名為監察委員候選人。2018年1月16日，陳師孟通過立法院同意，當選監察委員。2020年1月，陳師孟欲約詢判決馬英九涉洩密案無罪的法官，引發司法界串聯大反彈以及時任司法院院長許宗力公開批評傷害司法，並且彈劾桃園檢察長壢新醫院逃漏稅刑事官司關說案未成，不知為何而戰，為此他向蔡英文請辭獲准。

## 軼聞
其名「師孟」為祖父陳布雷所取，係來自其父陳遲所起之英文名「Sherman」。

## 荣誉

### 中华民国勋章奖章
- 一等景星勋章（2003年1月30日于台北总统府颁授[6]）